# Richard Oswald Karl Kräusel
Richard Oswald Karl Kräusel  (Breslau, 29 de agosto de 1890 – Frankfurt am Main, 25 de novembro de 1966) foi um botânico alemão.

## Biografia
Ele estudou botânica na Universidade de Breslau como aluno de Ferdinand Albin Pax, e em 1913 recebeu seu doutorado com a tese Beiträge zur kenntnis der Holzer aus der schlesischen Braunkohle ("Sobre madeira de Silesian lignite"). De 1920 a 1952, ele trabalhou como conferencista e professor na Universidade de Frankfurt. Ele também estava associado ao Museu de História Natural Senckenberg em Frankfurt, onde atuou como chefe do departamento de paleobotânica. Durante a Segunda Guerra Mundial, suas coleções de plantas fósseis foram armazenadas em um castelo próximo para custódia; infelizmente, essas coleções foram destruídas durante os bombardeios em Frankfurt.
Durante sua carreira, ele viajou pelo mundo em suas investigações de plantas fósseis - Sudeste Asiático (1921, 1926), América do Sul (1924, 1947, 1956/57), Estados Unidos e Canadá (1928, 1959), Sudoeste da África (1928 , 1953–54) e Índia (1960/61, 1964). Em suas viagens posteriores, ele conduziu pesquisas sobre a flora de Gondwana e coletou espécimes fósseis para substituir aqueles que foram destruídos anteriormente. Na Europa, realizou estudos da flora mesozóica do sul da Alemanha, Áustria e Suíça.
Com Hermann Weyland, realizou importantes pesquisas sobre as plantas terrestres do Devoniano. Ele também é lembrado por sua análise das cutículas das folhas das angiospermas terciárias.

## Trabalhos selecionados
- Beiträge zur Kenntnis der Kreideflora, 1922 - Contribuições para o conhecimento da flora cretácea.
- Beiträge zur Kenntnis der Devonflora, (com Hermann Weyland, 1923) - Contribuições para o conhecimento da flora Devoniana.
- Die paläobotanischen Untersuchungsmethoden, ein Leitfaden für die Untersuchung fossiler Pflanzen sowie der aus ihnen aufgebauten Gesteine em Gelände und Laboratorium , 1929 - Métodos de investigação paleobotânicos. Um guia para o estudo de plantas fósseis, etc.
- Die Flora des deutschen Unterdevons (com Hermann Weyland, 1930) - Flora do Baixo Devoniano Alemão.
- Neue Pflanzenfunde im Rheinischen Unterdevon (com Hermann Weyland, 1935 - Novas descobertas botânicas do Devoniano Inferior Renano.
- Versunkene Floren; eine Einführung in die Paläobotanik, 1960.
- Mitteleuropäische Pflanzenwelt. Sträucher und Bäume , (com Heinrich Nothdurft, Hermann Merxmüller, 1960) - Plantas, arbustos e árvores da Europa Central.[4][5]